# Allport (Pensilvania)
Allport es un lugar designado por el censo ubicado en el condado de Clearfield en el estado estadounidense de Pensilvania. En el año 2010 tenía una población de 264 habitantes.

## Geografía
Allport se encuentra ubicado en las coordenadas 40°57′56″N 78°12′17″O / 40.96556, -78.20472.